# Бузинова, Майя Николаевна
Ма́йя Никола́евна Бузи́нова (23 июля 1929, Орёл — 29 января 2022, Москва) — советский и российский режиссёр и художник-мультипликатор.

## Биография
Родилась в Орле, но вскоре семья перебралась в Мценск. Потеряв в самом начале Великой Отечественной войны отца (погиб под локомотивом), семье до августа 1943 года пришлось жить на оккупированной немцами территории. В школу Майя пошла в деревне Пахомово, под Орлом.
С 1947 по 1954 год училась в Москве на живописном отделении Художественно-промышленного училища имени М. И. Калинина. По окончании занималась оформлением выставок, а затем по совету друзей пришла на «Союзмультфильм», где художник Владимир Пекарь набирал курсы фазовщиков. В итоге, с 1956 года работала на киностудии, сначала на рисованных, а через пару лет по приглашению директора кукольного объединения Иосифа Боярского перешла на кукольную мультипликацию — на Спасопесковский переулок, 4a.
В 1977 году, стремясь к собственному видению кукольного фильма, вдвоём с супругом Иосифом Доукшей перешли на студию «Мульттелефильм» в ТО «Экран», где в 1978 году дебютировали как режиссёры мультфильмом «Почтарская сказка». По 1992 год продолжали работать над кукольной мультипликацией в соавторстве.
Член Союза кинематографистов СССР (Москва), член АСИФА.
Скончалась 29 января 2022 года в Москве. Похоронена на Кузьминском кладбище.

### Семья
- Отец — Николай Ильин
- Мать — Евгения Сафронова
- Муж — Иосиф Доукша (1928—2010), режиссёр и художник-мультипликатор[1].

## Фильмография

### Режиссёр
- 1978 — Почтарская сказка
- 1979 — Дядюшка Ау
- 1980 — Свинопас
- 1981 — Палле один на свете
- 1982 — Хитрая сказка, или упрямый лисёнок
- 1982 — Маленький Рыжик
- 1984 — Хочу Луну
- 1985 — Голубая стрела
- 1986 — Новоселье у Братца Кролика
- 1987 — Белая цапля
- 1988 — Домовой и хозяйка
- 1990 — Новое платье короля
- 1991 — Соловей

### Художник-мультипликатор
- 1961 — Дракон
- 1961 — Мультипликационный Крокодил № 4. На чистую воду
- 1961 — Фунтик и огурцы
- 1962 — Королева зубная щётка
- 1962 — Только не сейчас
- 1964 — Страна Оркестрия
- 1965 — Странички календаря
- 1966 — Автомобиль, любовь и горчица
- 1966 — Потерялась внучка
- 1967 — Варежка
- 1967 — Легенда о Григе
- 1967 — Приключения барона Мюнхаузена
- 1967 — Франтишек
- 1968 — Ничто не забыто
- 1968 — Соперники
- 1969 — Бабушкин зонтик
- 1969 — Золотой мальчик
- 1969 — Крокодил Гена
- 1969 — Бобры идут по следу
- 1970 — Приключения Огуречика
- 1970 — Сладкая сказка
- 1971 — Чебурашка
- 1972 — Ветерок
- 1972 — Мастер из Кламси
- 1973 — Айболит и Бармалей
- 1973 — Волшебные фонарики
- 1973 — Кем быть?
- 1974 — Ваня Датский
- 1974 — Всё наоборот
- 1974 — Шапокляк
- 1975 — Садко богатый
- 1975 — Уступите мне дорогу
- 1976 — Зайка-зазнайка
- 1976 — Как дед великое равновесие нарушил
- 1976 — Петя и волк
- 1977 — Жила-была курочка
- 1977 — Тайна запечного сверчка
- 1977 — Самый маленький гном (выпуск 1)

## Награды
- 1978 — Вторая премия I Московского фестиваля молодых кинематографистов — «Почтарская сказка».
- 1979 — Первая премия на МФАФ в Тампере — «Дядюшка Ау».
- 2011 — Благодарность Министерства культуры Российской Федерации — за большой вклад в российскую анимацию, многолетнюю плодотворную работу и в связи со 100-летием мультипликационного кино[10][4].